# Море кошмаров
«Море кошмаров» (англ. Sea of Fear) — американский фильм ужасов 2006 года режиссёра Эндрю Шута. Премьера фильма состоялась 22 августа 2006 года.

## Сюжет
Четверо молодых людей (двое парней и две девушки) решают отдохнуть и поплавать на яхте по морю. Компания прибывает в порт и выясняет что кроме них на довольно небольшом судне будет ещё капитан, его помощник по навигации Джо и некий странный субъект Дерек, взятие на борт которого объясняется капитаном получением от него денег, которые так необходимы капитану. В результате словесной схватки компании с капитаном они всё-таки остаются на яхте и решают начать путешествие, которое одним плаванием не ограничивается — судно периодически останавливается и пассажиры выходят погулять, повеселиться и так далее. В первую же ночь судно останавливается возле необитаемого острова, прозванного островом Пирата. Компания сидит у костра и рассуждает на тему смерти, точнее о том, кто каким способом боится умереть.
На следующий день судно останавливается возле кораллового острова где пассажиры занимаются дайвингом. Вскоре выясняется что пропал навигатор судна Джо, причём со всем необходимым оборудованием, однако большинству девушкам на это наплевать — они спокойно отдыхают. А затем начинаются последовательные убийства главных героев.

## В ролях
| Актёр              | Роль         |
| ------------------ | ------------ |
| Эдвард Альберт     | капитан      |
| Кэтерин Бэйлесс    | Кейт         |
| Кирен Хатчинсон    | Том          |
| Бёрджесс Дженкинс  | Ленс         |
| Адам Мейфилд       | Джоэл        |
| Кристофер Шоуерман | Дерек        |
| Кэролайн Уолкер    | Эшли МакДагл |